# R. J. Brande
Rene Jaques "R. J." Brande è un personaggio dei fumetti DC Comics. Compare nel XXX e XXXI secolo dell'universo DC, insieme con la Legione dei Super-Eroi.

## Storia

### Pre-Crisi
Inizialmente un Durlan, un alieno mutaforma, di nome Ren Daggle, Brande fu congelato nella sua forma umana dalla mortale febbre Yorggiana. Fu più tardi rivelato che Ren e il suo compagno deceduto Zhay, erano in realtà, Chameleon Boy e il suo gemello, Liggt's, i suoi genitori biologici. Dopo la morte di sua moglie, lasciò i suoi bambini con la sorella di Zhay, Ji, e insieme a suo cognato, Theg, lasciarono Durla. Ren Daggle divenne R. J. Brande, e Theg suo cugino Doyle Brande. Sempre in forma umana, fece fortuna creando stelle, utilizzando la tecnologia Durlan per creare dei soli su commissione. Divenne uno degli uomini più ricchi della galassia, acquistando un planetoide privato dove costruì la sua dimora. Il suo braccio destro era Marla Latham, successivamente divenuta consulente adulta della Legione. Divenne il più grande finanziere della Legione dei Supereroi e fondando il gruppo con Cosmic Boy, Saturn Girl e Lightning Lad dopo che i supereroi lo salvarono da un killer assoldato da Doyle. Aveva molto a cuore i suoi "cuccioli" della Legione, addirittura offrendo la sua intera fortuna per assicurare la loro incolumità. Dopo la Guerra sulla Terra, quando il presidente dei Pianeti Uniti gli "confisca" i suoi beni, Brande rifiuta la sua offerta di rimborso, iniziando ad ammassare una nuova fortuna. Poco dopo, venne scoperta, ma non annunciata pubblicamente, la sua parentela con Reep Daggle e Chameleon Boy. Lo shock portò Reep ad compiere azioni che l'avrebbero poi condotto ad una breve incarcerazione su Takron Galtos. Mentre era in prigione, Reep perse i suoi poteri a causa dell'esposizione alle alte radiazioni causate dalla supervista di Ol-Vir. Il duo si riconciliò, quando padre e figlio ritornarono su Durla, per localizzare il Tempio leggendario che si diceva avrebbe ricostituito i suoi poteri mutaforma. Quando Reep entrò avidamente nella sorgente energetica, Brande si rifiutò, affermando che si era affezionato alla sua forma umana. Mesi più tardi, sopravvisse ad un ennesimo tentativo di omicidio, questa volta pianificato da Leland McCauley IV. Questo condusse Brande ad intraprendere un'odissea personale in incognito che durò parecchi anni.

### Post-Crisi
Dopo che la miniserie, Crisi sulle Terre infinite abolì il multiverso DC per un breve lasso di tempo, questo fu connesso retroattivamente in un Durlan del XX secolo, membro fondatore della forza intergalattica nota come L.E.G.I.O.N., portato avanti nel tempo fino al XXX secolo dalla criminale Glorith.

### Post-Ora Zero
R. J. Brande ricoprì lo stesso ruolo nelle origini della Legione. Originariamente era pensato per divenire Martian Manhunter, ma l'editor della JLA, Dan Raspler pose il veto all'idea. Tuttavia, esistono ancora molte allusioni al fatto che Brande possa essere J'onn J'onnz nei fumetti della Legione. Infine, Brande divenne il Presidente dei Pianeti Uniti, sebbene abbia perso la posizione durante Five Year Gap.

### Terzo rinnovamento
Brande non comparve nel terzo rinnovamento della continuity. Sebbene a Metropolis, Ultra Boy dovette confrontarsi con alcuni punk super potenziati a Brande Park.

### DopoCrisi infinita
La conseguenza della miniserie Crisi infinita ricostituì un'analogia simile alla continuity della Legione pre-Crisi sulle Terre Infinite, come visto nella The Lightning Saga in Justice League of America e Justice Society of America del giugno-agosto 2007, e nella storia, Superman e la Legione dei Supereroi in Action Comics del tardo dicembre 2007-maggio 2008. L'R. J. Brande fondatore di questa versione della Legione venne assassinato dal rivale economico, Leland McCauley in Final Crisis: Legion of 3 Worlds n. 1 nell'ottobre 2008. Dopo la sua morte, si scoprì che era un Durlan, presumibilmente era anche padre biologico di Chameleon Boy. In Final Crisis: Legion of 3 Worlds n. 5, Starman possedette una copia di "Ultime volontà e Testamento di R. J. Brande" nel XXI secolo.

## Altri media
R. J. Brande comparve nell'episodio In The Beginning della serie animata Legion of Super Heroes. Come nei fumetti, R. J. è il padre di Chameleon Boy, si presume biologico, non adottivo. Qui, non si menzionò mai che Brande è un Durlan, invece comparve come un ricco e baffuto texano stereotipato. Un flashback lo mostra all'incontro con Cosmic Boy, Lightning Lad e Saturn Girl quando lo salvarono da un attentato. Con l'aiuto dei suoi poteri, Cosmic Boy, Lightning Lad e Saturn Girl scoprirono che il piano fu orchestrato da Roderick Doyle, partner di Brande. Cosmic Boy, Lightning Lad e Staurn Girl infine sventarono il suo piano di ucciderlo e di appropriarsi della compagnia. Qualche anno dopo, venne catturato da Grimbor il custode sotto gli ordini di Roderick Doyle. Durante un confronto con una stazione spaziale di Duran, Roderick tentò di rapire Brande e la Legione, trasformando il satellite in un buco nero. Cosmic Boy, Lightning Lad e Saturn Girl sventarono questo piano e salvarono Brande.